# Abadia de la Cervara
A Abadia de la Cervara, ou abadia de São Jerônimo no Monte Portofino, é um mosteiro italiano com vista para o mar. Ela tem vista para a Costa dos Golfinhos, no Golfo de Tigullio na província de Génova. A abadia, agora propriedade privada, é acessível a partir da estrada principal que conduz a partir de Santa Margherita Ligure, na aldeia de Portofino, com um desvio que leva diretamente ao templo religioso.

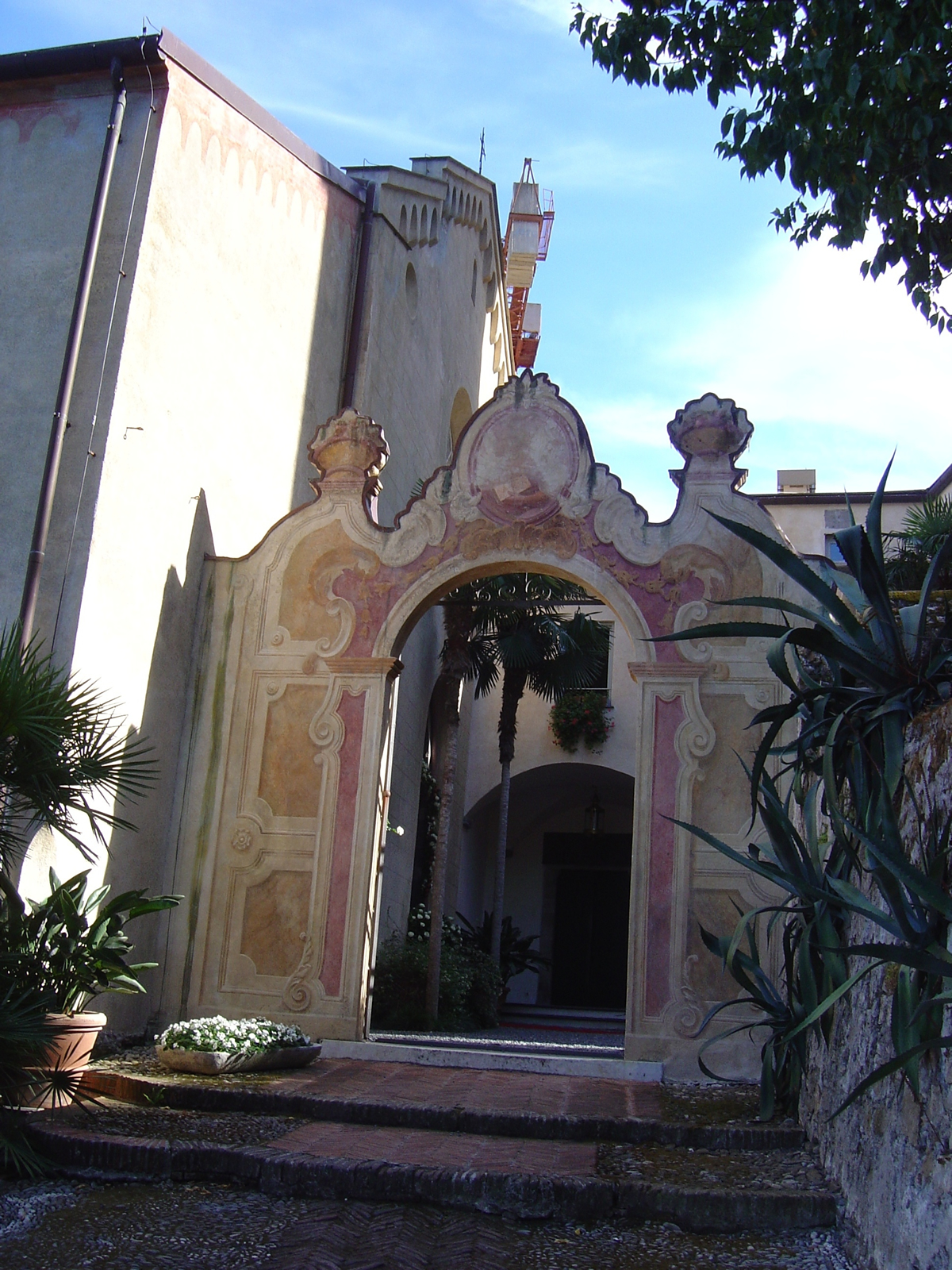
Pórtico da Abadia de la Cervara

## História

### Origem do nome
Na Idade Média, este lugar foi chamado Silvaria (de Silvas, a palavra latina que significa "floresta"), assim como todos os trechos de costa com vista para o Golfo de Tigullio que desce para o mar de Portofino, pois estava cheio de vegetação. O termo "Silvaria" foi mais tarde italianizado para Cervara.

### Descrição
O edifício foi construído em 1361, idealizado por Otto Lanfranco, capelão da Abadia de Santo Estevão e monge em Génova, e após a autorização dada pelo monges colombinos, tornaram-se os proprietários da terra, em março de 1360. Em poucos anos, o mosteiro colombino foi construído, com o nome de São Jerônimo.